# Turuchan
Der Turuchan (russisch Турухан) ist ein 639 Kilometer langer linker Nebenfluss des Jenissei in Westsibirien (Russland, Asien).

## Verlauf
Die Turuchan entfließt in etwa 135 m einen kleinen See am Nordostrand des Westsibirischen Tieflandes. Er durchfließt zunächst in nordwestlicher Richtung mehrere weitere kleine See, so den Turuchanskoje-See, wendet sich dann scharf nach Süden und durchfließt das Tiefland weiter in vorwiegend südlichen bis östlichen Richtungen bis zu seiner Mündung in den linken Nebenarm Bolschoi Schar des Jenissei. Die Mündung befindet sich knapp 20 Kilometer nordwestlich der nach dem Fluss benannten Siedlung Turuchansk, die jedoch am jenseitigen Jenissei-Ufer unmittelbar an der Mündung der Unteren Tunguska liegt.
Die bedeutendsten Nebenflüsse des Turuchan sind von rechts Ussomtschik, Große Bludnaja (Bolschaja Bludnaja), Obere Baicha (Werchnjaja Baicha) und Untere Baicha (Nischnjaja Baicha) sowie von links die Makowskaja.
Der Turuchan durchfließt auf seiner gesamten Länge den Nordwesten der Region Krasnojarsk.

## Hydrographie
Das Einzugsgebiet des Turuchan umfasst 38.500 km². Der Fluss ist in Mündungsnähe fast 400 Meter breit und über drei Meter tief; die Fließgeschwindigkeit beträgt hier 0,3 m/s.
Die mittlere Wasserführung beträgt in Mündungsnähe 371 m³/s, bei der Siedlung Janow Stan (⊙) am Mittellauf, 277 Kilometer oberhalb der Mündung noch 108 m³/s bei einem Minimum von 4,9 m³/s im März und einem Maximum von 727 m³/s im Juni.
Die Turuchan friert zwischen Oktober und Ende Mai bis erster Junihälfte zu.

## Wirtschaft und Infrastruktur
Der Turuchan ist ab der Siedlung Janow Stan auf 288 Kilometern schiffbar.
Das durchflossene Territorium sehr dünn besiedelt. Am Fluss existieren neben dem erwähnten Janow Stan nur die zwei Dörfer Farkowo und Staroturuchansk am Unterlauf. Jegliche Infrastruktur fehlt daher völlig.
Ende der 1940er Jahre begann man mit dem Bau der Polarkreiseisenbahn, die den Fluss nahe Janow Stan überqueren und ab dort entlang der linken Ufers in östlicher Richtung auf etwa 100 Kilometern bis zur heute aufgegebenen Siedlung Kostjor folgen sollte. Der Bau dieses Streckenabschnittes war mit Ausnahme einzelner Objekte, wie der Turuchanbrücke bei Janow Stan, zum Zeitpunkt des Baustopps 1953 relativ weit fortgeschritten.